# نوبة انسداد وعائي
نوبة الانسداد الوعائي هي إحدى المضاعفات المؤلمة والشائعة لفقر الدم المنجلي لدى المراهقين والبالغين. وتُمثّل شكل من أشكال أزمات الخلايا المنجلية. يؤدي فقر الدم المنجلي إلى حدوث نوبة في الخلايا المنجلية عندما تنسد الأوعية الدموية بخلايا الدم المنجلية الشكل، مما يتسبب في نقص التروية. الشكوى الأكثر شيوعًا هي الألم وقد تتسبب النوبات المتكررة تلفًا في الأعضاء بشكل لا رجعة فيه. واحدة من أكثر أشكال النوبات حدّة هي متلازمة الصدر الحادة، والتي تحدث نتيجة احتشاء الرئة. وهذا يمكن أن يؤدي بسرعة إلى الوفاة. تشمل الأنواع الأخرى من النوبات الانسدادية الوعائية في فقر الدم المنجلي الالتهاب القساح، ألم البطن، واليرقان.

## الخطة العلاجية
علاج النوبة الحادة من انسداد الأوعية الدموية يكمن في استخدام المسكنات القوية (المواد الأفيونية)، الإماهة بالمحلول الملحي العادي أو اللاكتات، علاج الملاريا (سواءً ظهرت الأعراض أم لم تظهر) باستخدام العلاج المركب الأرتيميسينين، واستخدام الأكسجين عبر قناع الوجه، خاصةً لمتلازمة الصدر الحادة. وقد ثبت أيضًا أن الأكسجين عالي الضغط يساعد في تقليل الألم. يمكن استخدام المضادات الحيوية لأن المرضى عادة ما يكون لديهم عدوى كامنة محفزة للأزمة بسبب «نقص الطحال الوظيفي».